# Festa de São Joaquim e São Roque
O distrito campineiro de Joaquim Egídio, através da Comunidade de São Joaquim e São Roque, pertencente a paróquia Sant'Ana, realiza desde 1926, no mêsde agosto a tradicional Festa de São Joaquim e São Roque, que celebra  a festa dos padroeiros do distrito de Joaquim Egídio
em Campinas, tendo por objetivo arrecadar recursos para a manutenção da igreja e oferecer assistência às famílias de baixa renda que integram a
comunidade local. 

## Comemoração
A comemoração tem duração de três dias, inicia-se na sexta feira com uma grande missa celebrada pelo padre local e se estende até domingo. 
A festa está dividida em três partes: A primeira e a segunda, mantém o foco religioso, nas quais uma procissão conta a história de São Roque, São Joaquim e Santa Ana. O cortejo sai da capela de São Joaquim, percorre as principais ruas do distrito (ida e volta) e se prolonga até a antiga estação férrea, seu percurso é de aproximadamente 3 km.  São destacados também os oratórios, que surgiram na Idade Média e servem para guardar os santos de devoção nas residências para rezas e celebrações. 
Já a terceira parte da comemoração é composta por Shows, apresentações musicais, barracas com comidas típicas de quermesse (diversos tipos de bolos doce e salgado, mandioca cozida, costelão, pipoca, quentão, milho, pastéis e muitas outras coisas), além de brincadeiras como: pau de sebo e quebra-potes que fazem parte também das atrações da festa garantindo que sua tradição não seja quebrada.
Até a sua 86.ª edição, a festa contava com o tradicional leilão de animais (cavalos, bois, vacas, carneiros, bodes, coelhos, galinhas, gansos, patos, galotes e passarinhos) que passou a ser on line a partir do ano de 2014, devido a intervenção do movimento de proteção e defesa dos animais, contrários a exposição dos animais em festas. O famoso show de fogos de artifícios também foi extinto, sendo substituído por atrações infantis, que reúnem grande público e dão continuidade às manifestações genuínas da cultura regional.
Para que tudo saia conforme o planejado, a organização do evento é iniciada em maio por integrantes das paróquias, moradores e a subprefeitura além de contar com o esforço dos serviços da guarda municipal, policia militar, SAMU e EMDEC.

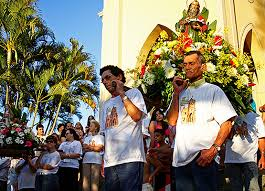
Procissão da festa de São Joaquim e São Roque
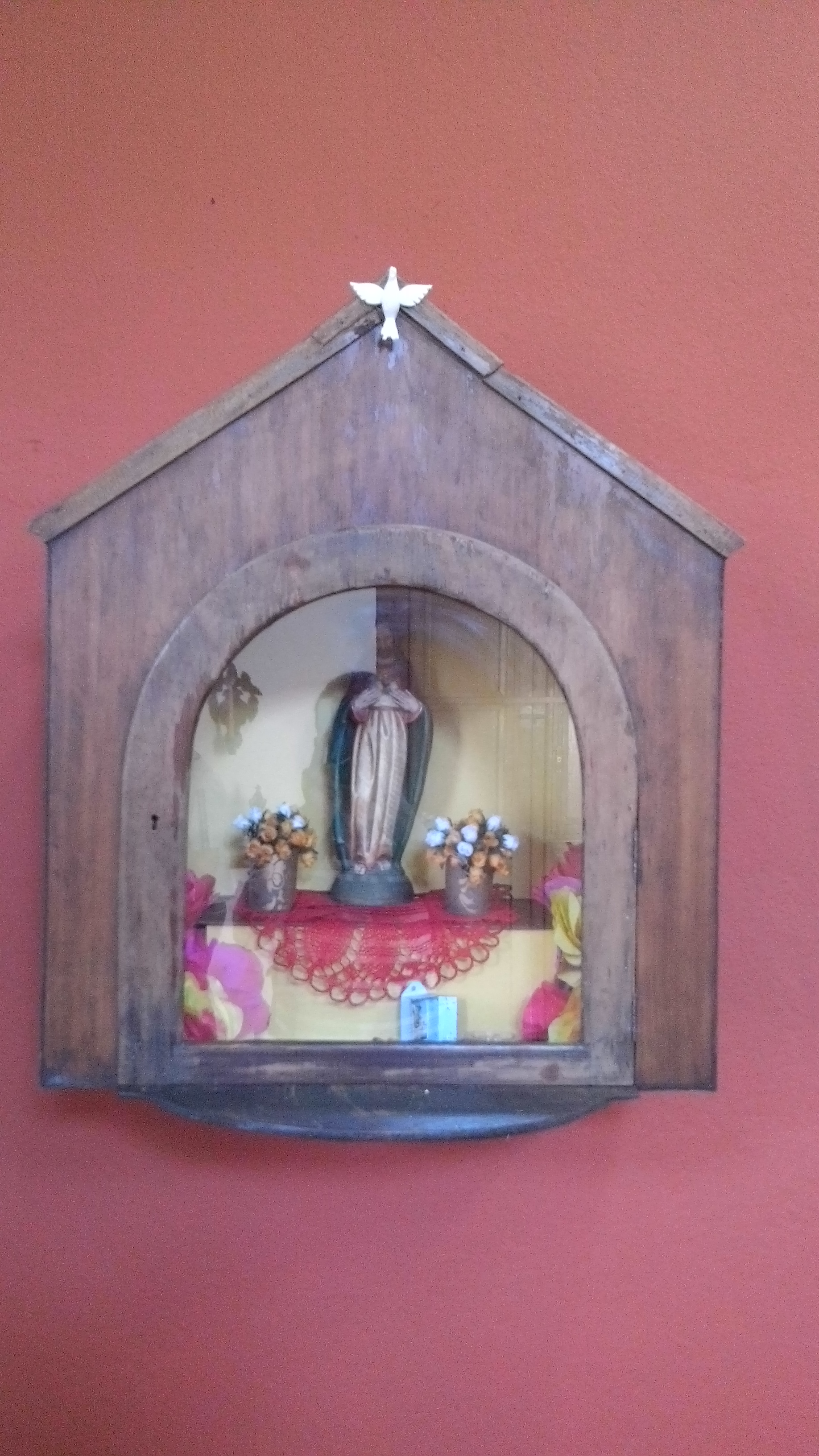
Oratório da exposição da festa na subprefeitura de Joaquim Egídio

## Origem do nome do Distrito de Joaquim Egídio e sua Capela
O nome atual do distrito se refere a um personagem importante da comunidade. Joaquim Egídio de Sousa Aranha, o Marquês de Três Rios, era um grande proprietário rural que possuía na região a Fazenda Sertão, antiga sesmaria de Antônio da Cunha Raposo Leme, Joaquim Egídio doou o terreno para construção da capela de São Joaquim, ainda no século XIX, e seu neto, Joaquim Egídio de Sousa Aranha Neto, conhecido como o “marquesinho”, ergueu a capela e fez a doação do terreno para a  estrada ferro (antiga “Cabrita”). No entanto o nome da vila  Joaquim Egídio – passou a ser utilizado como homenagem ao “marquesinho”.
Somente em 1958, através do Decreto de Jânio Quadros, a vila transformou-se em Distrito, tendo como municípios vizinhos Valinhos, Itatiba, Morungaba e Pedreira e fazendo limite com Sousas e Atibaia. 

## História da Capela São Joaquim
Por volta de 1833, iniciou-se a construção da capela, erguida em honra a São Joaquim. Era uma capela modesta, restringindo-se apenas ao altar. Foi ampliada alguns anos depois, e a igreja ganhou uma torre com sinos, nos mesmos moldes da Igreja Matriz de Santana em Sousas.
Por caracterizar-se como a única Igreja de Joaquim Egídio e pelo seu valor histórico e cultural para a região, a Capela de São Joaquim e São Roque foi tombada pelo Condepacc em 08/05/2003.".

## Documentário
O documentário “Festa tradicional do Distrito de Joaquim Egídio - padroeiros S. Joaquim e S. Roque” narra o empenho da comunidade local de manter a tradição em plena pandemia.

## Ver também

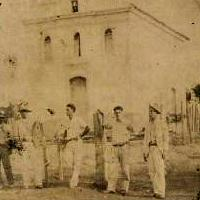
Foto antiga da capela